# Riverbank Laboratories
Die Riverbank Laboratories (kurz: Riverbank Labs oder nur Riverbank), heute Riverbank Acoustical Laboratories (RAL) (deutsch „Riverbank Akustik-Labor“), wurden ursprünglich im Jahr 1916 durch den erfolgreichen amerikanischen Geschäftsmann George Fabyan (1867–1936) als sein privates Forschungsinstitut mitten im Riverbank Estate gegründet, einem etwa 120 Hektar großen Anwesen, direkt am Fox River im Norden des amerikanischen Bundesstaats Illinois gelegen.
Sie wurden 2003 in das National Register of Historic Places (NRHP) (deutsch „Nationales Verzeichnis historischer Stätten“) aufgenommen (siehe auch: Liste der Einträge im National Register of Historic Places im Kane County).

## Geschichte

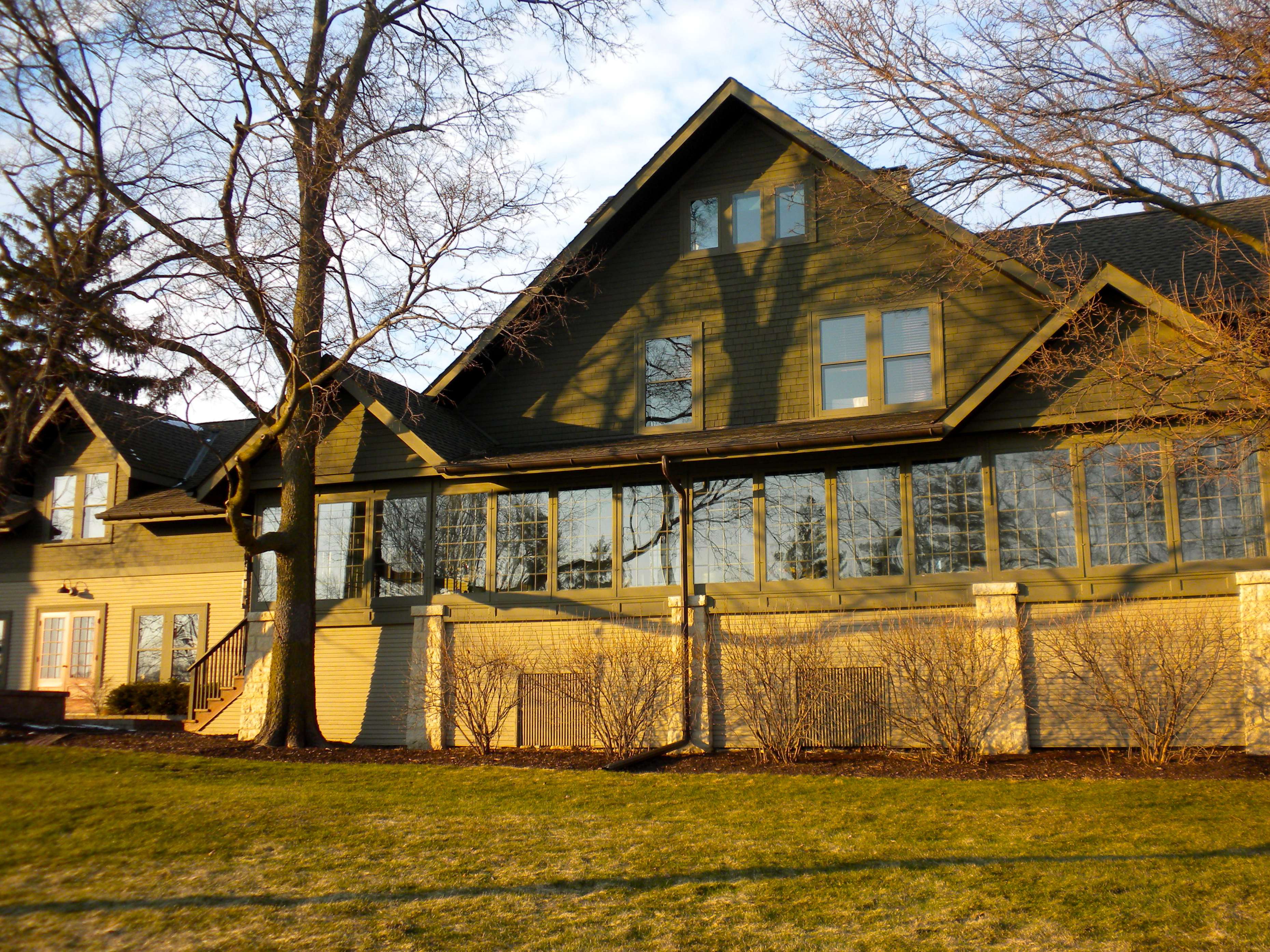
Andere Ansicht der Riverbank Laboratories (Foto 2003)

Fabyan war ein sehr erfolgreicher Geschäftsmann, der ein Millionenvermögen mit dem von seinem Vater geerbten Textilhandel verdiente. Er errichtete seine private Denkfabrik zum Zwecke der Erforschung diverser wissenschaftlicher und auch pseudowissenschaftlicher Fragestellungen, die ihn interessierten. Dazu gehörten höchst unterschiedliche Gebiete wie Akustik, Chemie, Genetik, Kryptanalyse und Literaturwissenschaften.
Fabyan stellte unter anderem den jungen William Friedman (1891–1969) ein, einen Einwanderer aus dem Russischen Kaiserreich, und 1916 auch die gerade 24-jährige Elizebeth Smith (1892–1980) (siehe Foto unter Weblinks). Beide heirateten kurze Zeit später und wurden das wohl berühmteste Kryptologen-Ehepaar der amerikanischen Geschichte. Nach dem Eintritt der Vereinigten Staaten in den Ersten Weltkrieg befasste sich das Labor ab Herbst 1917 intensiv und erfolgreich mit Kryptanalyse und entzifferte verschlüsselte Botschaften der Mittelmächte und Mexikos. Ferner wurden hier amerikanische Offiziere in Kryptologie ausgebildet. Die von George Fabyan begründeten Riverbank Laboratories gelten heute als Geburtsort der amerikanischen Kryptologie. Die unter Kryptologen bekannten Riverbank publications basieren auf Arbeiten der Riverbank Laboratories.
Bereits 1913 hatte Fabian den amerikanischen Physiker Wallace Clement Sabine (1868–1919) eingestellt, einen Pionier auf dem Gebiet der Raumakustik. Er leitete das Riverbank Akustik-Labor. Nach dessen frühem Tod im Alter von nur 50 Jahren, übernahm sein Vetter Paul Sabine (1879–1958), ebenfalls Experte für Raumakustik, die Leitung und baute es in den folgenden Jahren zu einem der führenden Akustiklabors der Vereinigten Staaten aus. Er entwickelte dort akustische Testverfahren und Standards. Nachdem er 1947 in den Ruhestand gegangen war, wurde das Labor von der Armour Research Foundation (ARF) übernommen, dem heutigen Illinois Institute of Technology Research Institute (IITRI).

## Schriften (Auswahl)
- William F. Friedman: The index of coincidence and its applications in cryptology. Riverbank Laboratories  – Department of Ciphers, Geneva IL 1922 (Nachdruck: Aegean Park Press, Laguna Hills CA 1987, ISBN 0-89412-137-5 [A Cryptographic Series, 49]).